# زمین‌لرزه ۱۹۹۲ نیکاراگوئه
زمین‌لرزه نیکاراگوئه  در تاریخ ۲ سپتامبر ۱۹۹۲ میلادی، برابر با ‎۱۱ شهریور ۱۳۷۱، ساعت ۰:۱۶:۰۱ به زمان یوتی‌سی در نیکاراگوئه رخ داد. ژرفای این زلزله ۳۹٫۹ کیلومتر بود، و بزرگی آن ۷٫۶ در مقیاس Mw اعلام شده‌است. زمین‌لرزه به وقت محلی در روز سه‌شنبه، ساعت ۱۸ روی داده و منطقه زمانی آن یوتی‌سی -۶ بوده‌است .
سازمان زمین‌شناسی آمریکا نیز رومرکز این زمین‌لرزه را در مختصات ۱۱°۴۴′۳۱″شمالی ۸۷°۲۰′۲۴″غربی / ۱۱٫۷۴۲°شمالی ۸۷٫۳۴°غربی و ژرفای آنرا در ۴۴ کیلومتر گزارش کرده‌است. بزرگی برگزیدهٔ این سازمان از میان بزرگیهای محاسبه‌شدهٔ مختلف ۷٫۷ در مقیاس Mw بوده و از دید اثر، در میان چهار دسته‌بندی «نامحسوس»، «محسوس»، «زیان‌آور» یا «با تلفات»، زلزله را «با تلفات» اعلام کرده‌است.دستکم ۱۳۰۰ ساختمان در زمین‌لرزه خراب شده‌است.سونامی نیز در این زلزله گزارش شده‌است.
پروژهٔ «تنسور گشتاور مرکزوار» زاویه‌های (راستا، شیب، ریک) گسل سازندهٔ زمین‌لرزه و صفحه عمود بر آنرا (°۳۰۳، °۱۲، °۹۱) یا (°۱۲۲، °۷۸، °۹۰) و نوع گسل را «معکوس» فرارسانده‌است.
تعداد زخمیان ۴۸۹ نفر برآورده شده‌است.بی‌خانمان شدگان نیز ۱۳۵۰۰ نفر اعلام شده‌است.